# TLR4

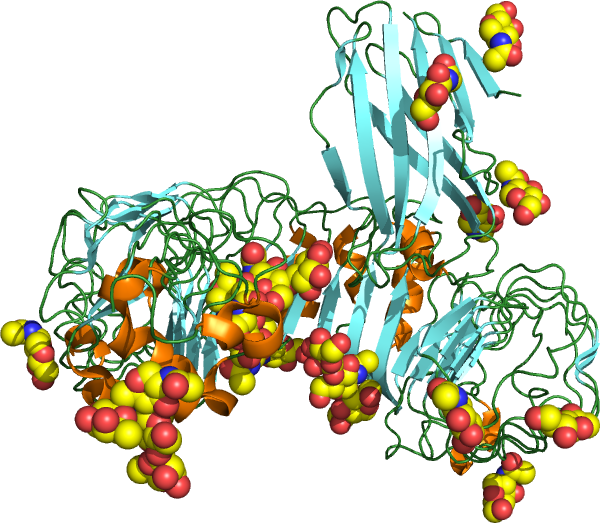
Model receptora TLR4

TLR4 (ang. toll-like receptor 4), także CD284 (ang. cluster of differentiation 284)  – białko przezbłonowe, u człowieka kodowane  przez gen TLR4, które należy do rodziny receptorów toll-podobnych. W immunologii jest zaliczane do szerokiej klasy receptorów rozpoznających wzorce, stanowiących ważną część układu odpornościowego nieswoistego.
Aktywacja receptora TLR4 prowadzi do uruchomienia wewnątrzkomórkowego szlaku sygnałowego NF-kB i w efekcie produkcji prozapalnych cytokin, odpowiedzialnych za pobudzenie układu immunologicznego.  Najważniejszą cechą TLR4 jest rozpoznawanie obecności lipopolisacharydu, będącego składnikiem budowy wielu bakterii Gram-ujemnych (np. Neisseria spp.)
Masa cząsteczkowa receptora TLR4 to około 95 kDa, a kodujący go gen znajduje się u człowieka  w locus 9q33.1 na chromosomie 9.